# Llista de jocs d'Xbox
| Índex 0-9 A B C D E F G H I J K L M N O P Q R S T U V W X Y Z |

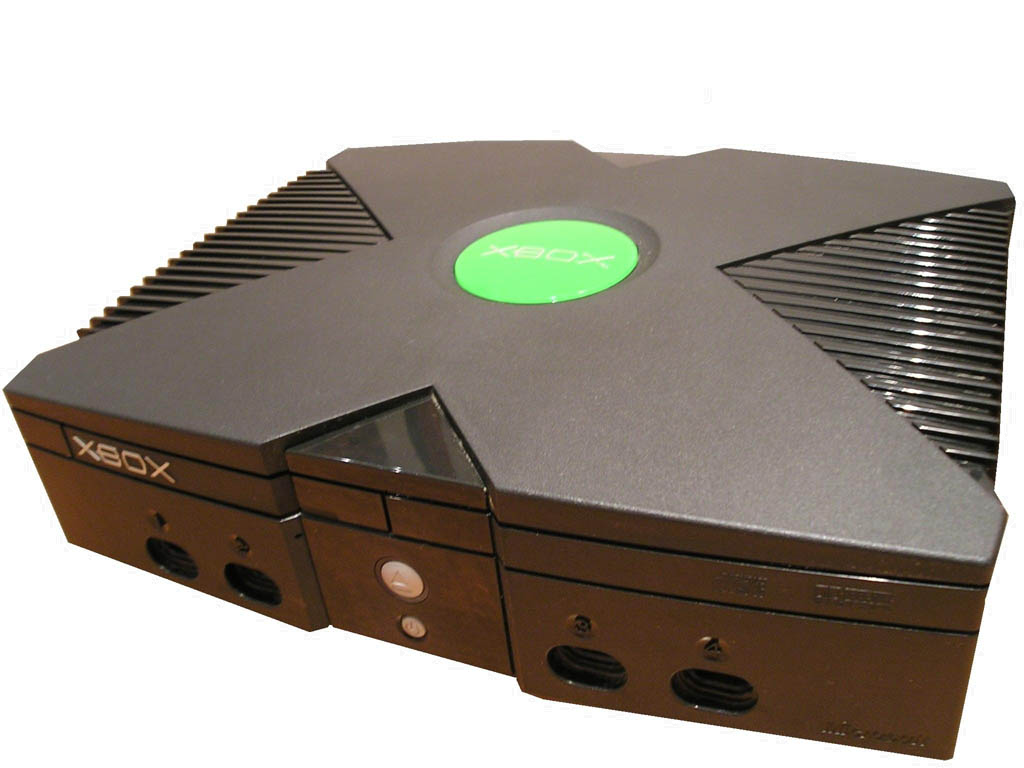
Una Xbox

A continuació una llista de tots els jocs disponibles per Xbox:

## 0-9
| Índex 0-9 A B C D E F G H I J K L M N O P Q R S T U V W X Y Z |

- 187 Ride or Die
- 2002 FIFA World Cup
- 4x4 EVO 2
- 50 Cent: Bulletproof

## A
| Índex 0-9 A B C D E F G H I J K L M N O P Q R S T U V W X Y Z |

- Advent Rising
- Aeon Flux
- AFL Live 2003
- AFL Live 2004
- Aggressive Inline
- Air Force Delta Storm
- Alias
- Aliens vs Predator: Extinction
- All-Star Baseball 2003
- All-Star Baseball 2004
- All-Star Baseball 2005
- Alien Hominid
- Alter Echo
- America's Army: Rise of a Soldier
- American Chopper
- AMF Bowling 2004
- Amped: Freestyle Snowboarding
- Amped 2
- Antz Extreme Racing
- Apex
- Aquaman: Battle for Atlantis
- Arctic Thunder
- Area 51
- Armed and Dangerous
- Army Men: Sarge's War
- Arx Fatalis
- Atari Anthology
- ATV Quad Power Racing 2
- Auto Modellista
- Azurik: Rise of Perathia

## B
| Índex 0-9 A B C D E F G H I J K L M N O P Q R S T U V W X Y Z |

- Backyard Wrestling: Don't Try This at Home
- Backyard Wrestling 2: There Goes the Neighborhood
- Bad Boys: Miami Takedown
- Baldur's Gate: Dark Alliance
- Baldur's Gate: Dark Alliance II
- Barbarian
- Barbie Horse Adventures
- The Bard's Tale
- Barnyard
- Batman Begins
- Batman: Dark Tomorrow
- Batman: Rise of Sin Tzu
- Batman Vengeance
- Battle Engine Aquila
- Battlestar Galactica
- Beyond Good & Evil
- The Bible Game
- Big Mutha Truckers
- Big Mutha Truckers 2
- Bionicle: The Game
- Black Stone: Magic & Steel
- Blade II
- Blinx: the Time Sweeper
- Blinx 2: Masters of Time and Space
- Blood Omen 2
- BloodRayne
- BloodRayne 2
- Bloody Roar Extreme
- Blowout
- BMX XXX
- Breakdown
- Broken Sword: The Sleeping Dragon
- Brothers In Arms: Earned in Blood
- Brothers In Arms: Road to Hill 30
- Bruce Lee: Quest of the Dragon
- Brute Force
- Buffy the Vampire Slayer
- Buffy the Vampire Slayer: Chaos Bleeds
- Burnout
- Burnout 2: Point of Impact
- Burnout 3: Takedown
- Burnout Revenge

## C
| Índex 0-9 A B C D E F G H I J K L M N O P Q R S T U V W X Y Z |

- Call of Duty: Finest Hour
- Call of Duty 2: Big Red One
- Capcom Classics Collection
- Capcom Fighting Evolution
- Capcom vs. SNK 2 EO
- Carmen Sandiego: The Secret of the Stolen Drums
- Carve
- Catwoman
- Cel Damage
- Charlie and the Chocolate Factory
- Chase: Hollywood Stunt Driver
- Chessmaster
- Chicago Enforcer
- The Chronicles of Riddick: Escape from Butcher Bay
- Circus Maximus: Chariot Wars
- Close Combat: First to Fight
- Cold Fear
- Colin McRae Rally 3
- Colin McRae Rally 04
- Colin McRae Rally 2005
- Combat Task Force 121
- Commandos 2: Men of Courage
- Conflict: Desert Storm
- Conflict: Desert Storm II: Back to Baghdad
- Conflict: Global Terror
- Conflict: Vietnam
- Conker: Live and Reloaded
- Constantine
- Corvette
- Counter-Strike
- Crash Bandicoot: The Wrath of Cortex
- Crash 'n' Burn
- Crash Nitro Kart
- Crash Tag Team Racing
- Crash Twinsanity
- Crazy Taxi 3
- Crime Life: Gang Wars
- Crimson Sea
- Crimson Skies: High Road to Revenge
- Crouching Tiger, Hidden Dragon
- CSI: Crime Scene Investigation
- Curse: The Eye of Isis

## D
| Índex 0-9 A B C D E F G H I J K L M N O P Q R S T U V W X Y Z |

- Dai Senryaku VII: Modern Military Tactics
- Dance Dance Revolution Ultramix
- Dance Dance Revolution Ultramix 2
- Dance Dance Revolution Ultramix 3
- Darkwatch
- Dead or Alive 3
- Dead or Alive Ultimate
- Dead or Alive Xtreme Beach Volleyball
- Dead to Rights
- Dead to Rights II
- Deathrow
- Destroy All Humans!
- Deus Ex: Invisible War
- Doom 3
- Doom 3: Resurrection of Evil
- Dragon Ball Z: Sagas
- Dr. Muto
- DRIV3R
- Driver: Parallel Lines
- Dungeons & Dragons Heroes
- Dynasty Warriors 3
- Dynasty Warriors 4
- Dynasty Warriors 5

## E
| Índex 0-9 A B C D E F G H I J K L M N O P Q R S T U V W X Y Z |

- The Elder Scrolls III: Morrowind
- The Elder Scrolls III: Morrowind - Game of the Year Edition
- Enclave
- Enter the Matrix
- ESPN College Hoops
- ESPN Major League Baseball
- ESPN Major League Baseball 2K5
- ESPN NBA Basketball
- ESPN NBA 2K5
- ESPN NFL 2K5
- ESPN NFL Football
- ESPN NHL 2K5
- ESPN NHL Hockey
- Evil Dead: A Fistful of Boomstick

## F
| Índex 0-9 A B C D E F G H I J K L M N O P Q R S T U V W X Y Z |

- F1 2002
- F1 Career Challenge
- Fable
- Fable: The Lost Chapters
- Fallout: Brotherhood of Steel
- Fantastic Four
- Far Cry Instincts
- Far Cry Instincs: Next Chapter
- Fatal Frame
- Fatal Frame II: Crimson Butterfly
- Fear & Respect
- FIFA Street 2
- Fight Club
- Fight Night 2004
- Fight Night Round 2
- Finding Nemo
- FireBlade
- Flatout
- Ford Mustang Racing
- Ford Racing 2
- Ford Racing 3
- Forgotten Realms: Demon Stone
- Forza Motorsport
- Freaky Flyers
- Freedom Fighters
- From Russia with Love
- Full Spectrum Warrior
- Furious Karting
- Futurama
- Fuzion Frenzy

## G
| Índex 0-9 A B C D E F G H I J K L M N O P Q R S T U V W X Y Z |

- Galleon
- Gauntlet: Dark Legacy
- Genma Onimusha
- Tom Clancy's Ghost Recon
- Tom Clancy's Ghost Recon: Advanced Warfighter
- Tom Clancy's Ghost Recon: Island Thunder
- Tom Clancy's Ghost Recon 2
- Tom Clancy's Ghost Recon 2: Summit Strike
- Gladiator: Sword of Vengeange
- Gladius
- Goblin Commander: Unleash the Horde
- Godzilla: Destroy All Monsters Melee
- Godzilla: Save the Earth
- GoldenEye: Rogue Agent
- Grabbed by the Ghoulies
- Grand Theft Auto: Double Pack
- Grand Theft Auto: San Andreas
- The Great Escape
- Guilty Gear X2 #Reload
- GUN
- Gun Metal
- GunValkyrie
- The Guy Game

## H
| Índex 0-9 A B C D E F G H I J K L M N O P Q R S T U V W X Y Z |

- Half-Life 2
- Halo: Combat Evolved
- Halo 2
- Halo 2 Multiplayer Map Pack
- Harry Potter and the Prisoner of Azkaban
- Harry Potter and the Goblet of Fire
- Harry Potter and the Order of the Phoenix
- Headhunter: Redemption
- Heroes of the Pacific
- Hitman: Blood Money
- Hitman: Contracts
- Hitman 2: Silent Assassin
- The Hobbit
- House of the Dead III, The
- Hunter: The Reckoning
- Hunter: The Reckoning - Redeemer

## I
| Índex 0-9 A B C D E F G H I J K L M N O P Q R S T U V W X Y Z |

- I-Ninja
- Indiana Jones and the Emperor's Tomb
- Intellivision Lives!
- The Italian Job
- Iron Phoenix

## J
| Índex 0-9 A B C D E F G H I J K L M N O P Q R S T U V W X Y Z |

- Jade Empire
- James Bond 007: Agent Under Fire
- James Bond 007: Everything or Nothing
- James Bond 007: NightFire
- Jet Set Radio Future
- Judge Dredd: Dredd Vs. Death
- Juiced
- Jurassic Park: Operation Genesis

## K
| Índex 0-9 A B C D E F G H I J K L M N O P Q R S T U V W X Y Z |

- Karaoke Revolution
- Kelly Slater's Pro Surfer
- Kingdom Under Fire: The Crusaders
- Knight's Apprentice: Memorick's Adventures
- Knights of the Temple
- Knights of the Temple II
- Kung Fu Chaos

## L
| Índex 0-9 A B C D E F G H I J K L M N O P Q R S T U V W X Y Z |

- L.A. Rush
- Land of the Dead: Road to Fiddler's Green
- Legacy of Kain: Blood Omen 2
- Legacy of Kain: Defiance
- LEGO Star Wars
- Links 2004
- Loons: The Fight for Fame
- The Lord of the Rings: The Fellowship of the Ring
- The Lord of the Rings: The Two Towers
- The Lord of the Rings: The Return of the King
- The Lord of the Rings: The Third Age

## M
| Índex 0-9 A B C D E F G H I J K L M N O P Q R S T U V W X Y Z |

- Mace Griffin: Bounty Hunter
- Mad Dash Racing
- Madden NFL 06
- Madden NFL 2002
- Madden NFL 2003
- Madden NFL 2004
- Madden NFL 2005
- Mafia
- Magic the Gathering: Battlegrounds
- Malice
- Manhunt
- Marvel vs. Capcom 2
- Mat Hoffman's Pro BMX 2
- Maximum Chase
- Max Payne
- Max Payne 2: The Fall of Max Payne
- MechAssault
- MechAssault 2: Lone Wolf
- Medal of Honor Airborne
- Medal of Honor: European Assault
- Medal of Honor: Frontline
- Medal of Honor: Rising Sun
- Men of Valor
- Mercenaries: Playground of Destruction
- Metal Arms: Glitch in the System
- Metal Dungeon
- Metal Gear Solid 2: Substance
- Metal Slug 3
- Metal Slug 4 & 5
- Midnight Club II
- Midnight Club 3: DUB Edition
- Midtown Madness 3
- Midway Arcade Treasures
- Midway Arcade Treasures 2
- Midway Arcade Treasures 3
- Minority Report: Everybody Runs
- Mortal Kombat: Deadly Alliance
- Mortal Kombat: Deception
- Motocross Mania 3
- MotoGP
- MotoGP 2
- MotoGP 3
- MX Unleashed
- MX vs. ATV Unleashed
- Myst III: Exile
- Myst IV: Revelation

## N
| Índex 0-9 A B C D E F G H I J K L M N O P Q R S T U V W X Y Z |

- Namco Museum
- Namco Museum 50th Anniversary Arcade Collection
- Narc
- NASCAR Thunder 2004
- NASCAR 2005: Chase for the Cup
- NASCAR 06: Total Team Control
- NBA 06
- NBA 2K2
- NBA 2K3
- NHL 2K6
- NBA Ballers
- NBA Inside Drive 2002
- NBA Inside Drive 2003
- NBA Inside Drive 2004
- NBA Live 2001
- NBA Live 2002
- NBA Live 2003
- NBA Live 2004
- NBA Live 2005
- NBA Live 06
- NBA Street
- NBA Street Vol. 2
- NBA Street V3
- NCAA Football 2003
- NCAA Football 2004
- NCAA Football 2005
- NCAA Football 2006
- Need for Speed: Underground
- Need for Speed: Underground 2
- Need for Speed: Most Wanted
- Nemesis Strike: Special Forces
- New Legends
- NFL2K2
- NFL2K3
- NFL Street
- NHL 06
- NHL 2K3
- NHL 2K6
- NHL 2002
- NHL 2003
- NHL 2004
- NHL 2005
- NHL Hitz 20-02
- NHL Hitz 20-03
- NHL Hitz Pro
- NHL Rivals 2004
- Nightcaster
- Nightcaster 2
- Ninja Gaiden
- Ninja Gaiden Black

## O
| Índex 0-9 A B C D E F G H I J K L M N O P Q R S T U V W X Y Z |

- ObsCure
- Oddworld: Munch's Oddysee
- Oddworld: Stranger's Wrath
- Otogi: Myth of Demons
- Otogi 2: Immortal Warriors
- Outlaw Golf
- Outlaw Golf 2
- Outlaw Tennis
- Outlaw Volleyball
- OutRun 2
- Outrun 2006: Coast 2 Coast

## P
| Índex 0-9 A B C D E F G H I J K L M N O P Q R S T U V W X Y Z |

- Pac-Man World 2
- Pac-Man World 3
- Pac-Man World Rally
- Painkiller: Hell Wars
- Pariah
- Panzer Dragoon Orta
- Peter Jackson's King Kong (UbiSoft)
- Phantasy Star Online: Episodes I & II
- Phantom Crash
- Phantom Dust
- Pirates: Legend of Black Kat
- Pirates of the Caribbean
- Pitfall: The Lost Expedition
- Playboy: The Mansion
- Pool Shark 2
- Predator: Concrete Jungle
- Prince of Persia: The Sands of Time
- Prince of Persia: The Two Thrones
- Prince of Persia: Warrior Within
- Prisoner of War
- Pro Evolution Soccer 4 (Europe)
- Pro Evolution Soccer 5 (Europe)
- Project Gotham Racing
- Project Gotham Racing 2
- Project: Snowblind
- Psi-Ops: The Mindgate Conspiracy
- Psychonauts
- The Punisher
- Putt Nutz

## Q
| Índex 0-9 A B C D E F G H I J K L M N O P Q R S T U V W X Y Z |

- Quantum Redshift

## R
| Índex 0-9 A B C D E F G H I J K L M N O P Q R S T U V W X Y Z |

- R: Racing Evolution
- Tom Clancy's Rainbow Six: Lockdown
- Tom Clancy's Rainbow Six 3
- Tom Clancy's Rainbow Six 3: Black Arrow
- Rallisport Challenge
- Rallisport Challenge 2
- Rayman 3: Hoodlum Havoc
- Rayman Arena
- Raze's Hell
- Red Dead Revolver
- Red Faction II
- Red Ninja: End of Honor
- Return to Castle Wolfenstein: Tides of War
- Robotech: Battlecry
- Robotech: Invasion
- Rogue Ops
- RollerCoaster Tycoon
- Run Like Hell
- Rugby 2005
- Rugby League
- Rugby League 2

## S
| Índex 0-9 A B C D E F G H I J K L M N O P Q R S T U V W X Y Z |

- Samurai Warriors
- Scaler
- Scrapland
- Second Sight
- Sega GT 2002
- Sega Soccer Slam
- Serious Sam
- Serious Sam II
- Shadow Ops: Red Mercury
- Shadow the Hedgehog
- Shattered Union
- Shenmue II
- Showdown: Legends of Wrestling
- Shrek
- Shrek 2
- Shrek Super Party
- Shrek SuperSlam
- Silent Hill 2
- Silent Hill 4: The Room
- The Sims
- The Sims 2
- The Sims Bustin' Out
- The Simpsons Hit & Run
- The Simpsons Road Rage
- Slam Tennis
- Soldier of Fortune II: Double Helix
- Sonic Heroes
- Sonic Mega Collection Plus
- Sonic Riders
- Soul Calibur II
- Speed Kings
- Sphinx and the Cursed Mummy
- Spider-Man
- Spider-Man 2
- SPIKEOUT: Battle Street
- Tom Clancy's Splinter Cell
- Tom Clancy's Splinter Cell: Pandora Tomorrow
- Tom Clancy's Splinter Cell: Chaos Theory
- Tom Clancy's Splinter Cell: Double Agent
- SpyHunter
- SpyHunter 2
- SpyHunter 3
- Spy vs. Spy
- SSX 3
- SSX On Tour
- SSX Tricky
- Star Wars Episode III: Revenge of the Sith
- Star Wars Jedi Knight: Jedi Academy
- Star Wars Jedi Knight II: Jedi Outcast
- Star Wars Jedi Starfighter
- Star Wars Starfighter
- Star Wars: Battlefront
- Star Wars: Battlefront II
- Star Wars: Knights of the Old Republic
- Star Wars: Knights of the Old Republic II: The Sith Lords
- Star Wars Obi Wan
- Star Wars: Republic Commando
- Star Wars: The Clone Wars
- StarCraft: Ghost
- State of Emergency
- Steel Battalion
- Steel Battalion: Line of Contact
- Still Life
- Stubbs the Zombie in "Rebel Without a Pulse"
- Stolen
- Sudeki
- The Suffering
- The Suffering: Ties That Bind
- Super Monkey Ball Deluxe
- SVC Chaos: SNK vs. Capcom
- SWAT Global Strike Team
- Sx Superstar
- Syberia
- Syberia II

## T
| Índex 0-9 A B C D E F G H I J K L M N O P Q R S T U V W X Y Z |

- Tak 2: The Staff of Dreams
- Tao Feng: Fist of the Lotus
- Teenage Mutant Ninja Turtles
- Teenage Mutant Ninja Turtles 2: Battle Nexus
- Teenage Mutant Ninja Turtles 3: Mutant Nightmare
- Test Drive
- Test Drive: Eve of Destruction
- The Thing
- TimeShift
- TimeSplitters 2
- TimeSplitters: Future Perfect
- Tiger Woods PGA Tour 2003
- Tiger Woods PGA Tour 2004
- Tiger Woods PGA Tour 2005
- TOCA Race Driver 2: The Ultimate Racing Simulator
- Toe Jam and Earl III: Mission to Earth
- Tony Hawk's American Wasteland
- Tony Hawk's Pro Skater 2x
- Tony Hawk's Pro Skater 3
- Tony Hawk's Pro Skater 4
- Tony Hawk's Underground
- Tony Hawk's Underground 2
- Top Spin
- Tork: Prehistoric Punk
- Total Overdose
- Tour de França
- Transworld Snowboarding
- Tron 2.0 Killer App
- True Crime: Streets of LA
- Turok: Evolution
- Ty the Tasmanian Tiger
- Ty the Tasmanian TIger 2: Bush Rescue

## U
| Índex 0-9 A B C D E F G H I J K L M N O P Q R S T U V W X Y Z |

- Ultimate Spider-Man
- Unreal II: The Awakening
- Unreal Championship
- Unreal Championship 2: The Liandri Conflict
- The Urbz: Sims in the City

## V
| Índex 0-9 A B C D E F G H I J K L M N O P Q R S T U V W X Y Z |

- Van Helsing
- Vexx
- Voodoo Vince

## W
| Índex 0-9 A B C D E F G H I J K L M N O P Q R S T U V W X Y Z |

- Whacked!
- Whiplash
- World Championship Poker
- World Series Baseball
- World Series Baseball 2K3
- Worms 3D
- Worms 4: Mayhem
- Worms Forts: Under Siege
- Wrath Unleashed
- Wreckless: The Yakuza Missions
- WWE RAW 2
- WWE RAW (a.k.a. WWF RAW)
- WWE WrestleMania 21

## X
| Índex 0-9 A B C D E F G H I J K L M N O P Q R S T U V W X Y Z |

- X-Men Legends
- X-Men Legends II: Rise of Apocalypse
- X-Men: Next Dimension
- X2: Wolverine's Revenge
- XIII
- Xyanide

## Y
| Índex 0-9 A B C D E F G H I J K L M N O P Q R S T U V W X Y Z |

- Yager
- Yourself! Fitness
- Yu-Gi-Oh! The Dawn of Destiny

## Z
| Índex 0-9 A B C D E F G H I J K L M N O P Q R S T U V W X Y Z |

- Zapper
- Zathura
- Zither's Revenge